# Mimudea rubritactalis
Mimudea rubritactalis là một loài bướm đêm trong họ Crambidae.